# Wormwood (miniserie televisiva)
Wormwood è una docu-serie del 2017 presentata, per la prima volta, al 74ª Mostra internazionale d'arte cinematografica di Venezia e al Telluride Film Festival per poi essere distribuita globalmente da Netflix.

## Soggetto
L'opera viene narrata principalmente da Eric Olson, figlio di Frank Olson, uno scienziato statunitense specializzato in biologia e impiegato della CIA, morto in circostanze non molto chiare nel 1953. Nel 1975 emerse che Frank fu segretamente drogato con l'LSD dal suo supervisore della CIA come parte del progetto MKULTRA e ciò venne reputata la causa principale del suo "suicidio", avvenuto con un salto dal tredicesimo piano di una stanza d'albergo a New York. La sua morte, considerata inizialmente un suicidio, venne rivalutata da Eric in omicidio dopo successive indagini.

## Cast

### Intervistati
- Eric Olson, figlio di Frank Olson alla ricerca della verità sulla morte del padre[4]
- David Rudovsky, avvocato di famiglia
- Seymour Hersh, giornalista statunitense
- Stephen Saracco, procuratore

### Personaggi e interpreti
- Frank Olson, interpretato da Peter Sarsgaard,[5] biomedico specializzato in agraria
- Alice Olson, interpretata da Molly Parker,[5] moglie di Frank Olson
- Dr. Robert Lashbrook, interpretato da Christian Camargo, agente della CIA
- Lt. Col. Vincent Ruwet, interpretato da Scott Shepherd[5]
- Sidney Gottlieb, interpretato da Tim Blake Nelson[5]
- Agente della CIA, interpretato da Jimmi Simpson[5]
- Dr. Harold A. Abramson, interpretato da Bob Balaban,[5] allergologo
- Dr. James Starrs, interpretato da Michael Chernus[5]
- Armond Pastore, interpretato da Stephen DeRosa,[4] manager notturno dell'hotel
- Secondo lavoratore dei bagni, interpretato da Chance Kelly[4]

## Episodi
| Nº | Titolo originale                   | Titolo italiano                   | Regista      | Sceneggiatore                                                                                            | Data di rilascio mondiale |
| --- | ---------------------------------- | --------------------------------- | ------------ | --- | ------------------------- |
| 1 | Chapter 1: Suicide Revealed        | Capitolo 1: Suicidio svelato      | Errol Morris | Kieran Fitzgerald e Steven Hathaway & Molly Rokosz                                                       | 15 dicembre 2017          |
| Nel 1953 lo scienziato dell'esercito Frank Olson salta dalla finestra di un hotel provocando la propria morte. Nel 1975 emerge un rapporto che lega la sua morte a un esperimento top-secret.                                                            |                                    |                                   |              | |                           |
| 2 | Chapter 2: A Terrible Mistake      | Capitolo 2: Un terribile sbaglio  | Errol Morris | Storia: Steven Hathaway & Molly Rokosz e Kieran Fitzgerald Sceneggiatura: Steven Hathaway & Molly Rokosz | 15 dicembre 2017          |
| La rivelazione della morte di Frank Olson attira l'attenzione dei mass media e il governo statunitense cerca di placare la famiglia. Nel frattempo viene rivelato che a New York Frank fece visita a un medico noto per i suoi metodi non convenzionali. |                                    |                                   |              | |                           |
| 3 | Chapter 3: The Forbidden Threshold | Capitolo 3: La soglia proibita    | Errol Morris | Storia: Kieran Fitzgerald e Steven Hathaway & Molly Rokosz Sceneggiatura: Steven Hathaway & Molly Rokosz | 15 dicembre 2017          |
| In realtà Frank andò a New York 2 volte in un brevissimo lasso di tempo a causa di una battuta d'arresto sulla via di casa. Decenni dopo un apprensivo Eric controlla la stanza 1018A.                                                                   |                                    |                                   |              | |                           |
| 4 | Chapter 4: Opening the Lid         | Capitolo 4: Aprirai il coperchio? | Errol Morris | Storia: Kieran Fitzgerald e Steven Hathaway & Molly Rokosz Sceneggiatura: Steven Hathaway & Molly Rokosz | 15 dicembre 2017          |
| Un lavoratore dell'hotel ascolta una curiosa telefonata la notte della morte di Frank. Nel 1994 un esperto di medicina legale riesuma il corpo per trovare nuovi indizi sul possibile motivo del decesso.                                                |                                    |                                   |              | |                           |
| 5 | Chapter 5: Honorable Men           | Capitolo 5: Uomini d'onore        | Errol Morris | Storia: Kieran Fitzgerald Sceneggiatura: Steven Hathaway & Molly Rokosz e Kieran Fitzgerald              | 15 dicembre 2017          |
| Le crescenti preoccupazioni di Frank per le attività della guerra fredda fanno suonare un campane d'allarme alla CIA. Un frustrato Eric tenta in ogni modo di risolvere il caso.                                                                         |                                    |                                   |              | |                           |
| 6 | Chapter 6: Remember Me             | Capitolo 6: Ricordati di me       | Errol Morris | Storia: Kieran Fitzgerald Sceneggiatura: Steven Hathaway & Molly Rokosz e Kieran Fitzgerald              | 15 dicembre 2017          |
| Grazie a Seymour Hersh Eric finalmente apprende la verità ma a un costo esasperante. Nella stanza 1018A Frank si confronta con due uomini misteriosi. |                                    |                                   |              | |                           |

## Produzione
Al fine di essere eleggibile per l'Oscar come miglior film documentario ai 90° Academy Awards la serie venne trasformata in un unico film dopo che l'Academy stabilì che le docu-serie in più parti non sono ritenute ammissibili. Tuttavia la serie venne respinta all'esame dell'AMPAS per la categoria Oscar al miglior documentario.

## Accoglienza

### Critica
Sull'aggregatore di recensioni Rotten Tomatoes la serie ha ottenuto una valutazione di approvazione del 90% basata su 51 recensioni con una valutazione media di 7.75/10. Su Metacritic l'opera ha ottenuto un voto positivo di 82/100 su una base di 13 critici.
Il New York Times gli ha assegnato un «Critic's NYT Pick" e la recensione di A. O. Scott recitava: "Mr. Morris presenta un potente argomento storico nelle vesti di un'opera artistica seducente». Matt Zoller Seitz scrivendo per Vulture.com: «Il cinema raccoglie tutti i pezzi della storia e li organizza in modi intelligenti, sorprendenti e così aggressivamente (e deliberatamente) autocoscienti trasformandoli in un esercizio formale intellettualizzato... non c'è mai un momento in cui Olson o Morris non riescano ad affascinare». Vanity Fair l'ha definita: «Una delle cose più originali che dell'anno».